# Дуань-Яоський автономний повіт
23°56′00″ пн. ш. 108°06′00″ сх. д. / 23.933333333333° пн. ш. 108.1° сх. д.
Дуань-Яоський автономний повіт (кит. 都安瑶族自治县, пін. Dū'ān Yáozú Zìzhìxiàn) — один із повітів КНР у складі префектури Хечи, Гуансі-Чжуанський автономний район. Адміністративний центр — містечко Аньян.

## Географія
Дуань-Яоський автономний повіт лежить на півдні префектури на річці Хуншуй.

### Клімат
Повіт знаходиться у зоні, котра характеризується вологим субтропічним кліматом. Найтепліший місяць — серпень із середньою температурою 28,4 °C. Найхолодніший місяць — січень, із середньою температурою 12,3 °С.
| Клімат повіту Дуань-Яо  | Клімат повіту Дуань-Яо | Клімат повіту Дуань-Яо | Клімат повіту Дуань-Яо | Клімат повіту Дуань-Яо | Клімат повіту Дуань-Яо | Клімат повіту Дуань-Яо | Клімат повіту Дуань-Яо | Клімат повіту Дуань-Яо | Клімат повіту Дуань-Яо | Клімат повіту Дуань-Яо | Клімат повіту Дуань-Яо | Клімат повіту Дуань-Яо | Клімат повіту Дуань-Яо |
| Показник                | Січ.                   | Лют.                   | Бер.                   | Квіт.                  | Трав.                  | Черв.                  | Лип.                   | Серп.                  | Вер.                   | Жовт.                  | Лист.                  | Груд.                  | Рік                    |
| Середній максимум, °C   | 15,7                   | 17                     | 20,5                   | 25,8                   | 29,4                   | 31,5                   | 32,5                   | 33,1                   | 31,6                   | 27,9                   | 23,5                   | 18,9                   | 25,6                   |
| Середня температура, °C | 12,3                   | 13,8                   | 17                     | 21,9                   | 25,3                   | 27,3                   | 28,2                   | 28,4                   | 26,9                   | 23,3                   | 19                     | 14,6                   | 21,5                   |
| Середній мінімум, °C    | 9,9                    | 11,5                   | 14,5                   | 19,1                   | 22,2                   | 24,4                   | 25,2                   | 25,2                   | 23,5                   | 20,2                   | 15,8                   | 11,6                   | 18,6                   |
| Норма опадів, мм        | 47                     | 45.7                   | 74.3                   | 113.1                  | 254.6                  | 347.2                  | 304.7                  | 208.7                  | 108.6                  | 72.9                   | 63.2                   | 33.1                   | 1673.1                 |
| Вологість повітря, %    | 73                     | 76                     | 78                     | 78                     | 78                     | 81                     | 80                     | 78                     | 73                     | 70                     | 68                     | 66                     | 74.9                   |
| ----------------------- | ---------------------- | ---------------------- | ---------------------- | ---------------------- | ---------------------- | ---------------------- | ---------------------- | ---------------------- | ---------------------- | ---------------------- | ---------------------- | ---------------------- | ---------------------- |
| Джерело: data.cma.cn    |                        |                        |                        |                        |                        |                        |                        |                        |                        |                        |                        |                        |                        |